# Nocloa nanata
Nocloa nanata là một loài bướm đêm trong họ Noctuidae.